# 고양 자이크로 FC
고양 자이크로 FC(Goyang Zaicro Football Club)는 대한민국 경기도 고양시에 있었던 축구 선수단이다. 고양하이에프씨가 운영했던 남자 프로 축구단이며, 1999년에 창단되고 2016년에 해단되었다. 고양 자이크로 FC는 2012년 9월, 고양시와 연고협약을 통한 프로 출범화를 약속하고 2013년부터 2016년까지 K리그 챌린지에 참가했다. 2016 시즌 종료 후 K리그 탈퇴를 선언하였고, 2017년 1월 16일 최종 승인되었다.

## 역사

### 임마누엘 축구단의 탄생과 재창단
임마누엘 축구단은 할렐루야 축구단에 이은 기독교의 선교 축구단 2호로 1983년 6월 창단되어 줄곧 실업축구(현 내셔널리그)에서 활동했다. 1985년 할렐루야 축구단이 프로 구단이었을 당시 할렐루야의 아마팀 즉 지금의 2군팀 혹은 위성팀 같은 개념으로 운영되기도 했다. 하지만 그 후 할렐루야가 실업 축구단으로 전환 후에는 같은 실업 무대에서 라이벌로 활동했으며 그 후 1992년 이랜드그룹에 인수되어 이랜드 축구단으로 창단되었다가
1993년 이랜드가 푸마의 국내 라이센스를 취득하면서 이랜드 푸마 축구단으로 개명했다.1998년 2월 이랜드 푸마가 해체되자 다시 원래 축구단 명칭인 임마누엘 축구단으로 구단 명칭을 복원하며 1998년 3월 재창단했다.
그리하여 실업축구 1998 시즌을 임마누엘 축구단으로 참여했으나 1980년 프로에서 실업으로 전환하여 운영되던 할렐루야 축구단이 1998 시즌 종료 후 해체되자 임마누엘의 이영무 감독이 기존 임마누엘 축구단을 기반으로 그리고 해체된 할렐루야 축구단 선수들을 규합하면서 다시 1999년 초 할렐루야 축구단이라는 구단명칭으로 재창단하여 실업축구 1999 시즌에 참가하였으며 1999년 4월 3일에 재창단식을 가졌으며 현재 한국프로축구연맹에서는 공식적으로 고양 자이크로 FC 구단 역사의 시작을 1999년에 재창단된 할렐루야 축구단으로 규정하고 있다.

### 연고지 이전
2003년 실업 리그가 K2리그로 새롭게 출범하게 되면서 지역 연고지를 시행하게 되었다. 이에 따라 할렐루야는 줄곧 전국체전에서 전라북도 대표로 출전을 한 연유로 전라북도 익산시를 연고지로 정하고, 익산 할렐루야로 팀명을 변경하였다. 그러나 익산으로 연고지를 정하자마자 익산 지역 원불교 신자들의 극심한 반대로 환영 받지 못하였다. 때문에 정식 연고지 계약도 체결하지 못한 익산 할렐루야는 2003 시즌 후반기 불참을 선언하였다.
지역 원불교 신자들의 극심한 반대에 부딪힌 할렐루야는 1년 만에 경기도 김포시로 연고지를 이전하였다. 김포시는 직접 나서 할렐루야 축구단에게 전폭적인 행정 지원을 약속하기도 하였다. 그러나 10개 팀 중 전반기 8위, 후반기 10위라는 성적표를 받게 되었고, 존폐를 걱정할만큼의 재정 위기까지 곂치면서 어려움을 겪었다. 그러는 와중에 FA컵에서는 16강에서 대구를 꺾으며 8강에 진출하는 성과를 보였다. 2005년 12월, 팀의 기둥이던 이영무 감독이 대한축구협회 기술위원장으로 선임되면서 감독직을 내려놓고 단장직을 맡았다. 2006년 3월에는 대통령배 전국축구대회에서 우승을 차지하였다.
2006 시즌 할렐루야는 후기 리그 우승을 차지하여 고양 KB국민은행과의 챔피언 결정전에 진출하게 되었다. 내셔널리그 최초로 승강제가 도입된 시즌이었기 때문에 최종 우승을 차지하면 K리그 승격까지 가능한 상황이었다. 그러나 챔피언 결정전에서 패배하면서 승격권을 고양에게로 넘어가게 되었고, 승격에 실패하였다.
3년간의 김포시와의 연고 계약이 끝나면서 경기도 안산시로 연고지를 이전하였고, 2008년 7월, 이영무가 대한축구협회 기술위원장직을 사임하면서 팀으로 복귀하였다. 이영무 감독은 복귀하면서 2010년 창단 30주년을 맞이하여 K리그로 진출하겠다고 밝혔는데, 이 과정에서 할렐루야 축구단의 창단 시점이 논란이 되기도 하였다.

### 프로 리그 진출
2012 시즌을 앞두고는 팀명을 안산 H FC로 변경하였다. 같은 해 9월 4일에는 고양시와 연고 협약을 맺으면서 K리그 2부 리그 참가를 공식 선언하였다. 2012년 10월 29일 한국프로축구연맹에서 공식적으로 2부 리그 참가를 승인하였다. 프로에 진출하면서 구단명을 고양 Hi FC로 변경하였으며 2012년 12월 17일 공식 출범식을 거행하였다.
시즌을 앞두고 중남미 지역에서 가진 프리 시즌 전지 훈련에서 선교 활동을 한 것과 해당 전지 훈련에서 연고지에 친근하게 다가서겠다는 의미에서 지었다는 팀 명의 'Hi'라는 단어를 'Hallelujah Immanuel'의 약자로로 표기한 것이 논란을 일으켰고 이에 고양 Hi FC는 공식 블로그에 올린 해명글을 통해 구단명의 뜻은 할렐루야와 임마누엘의 약자를 의미함을 공식적으로 인정하였다. 2013 시즌은 8팀 중 6위라는 저조한 성적으로 마쳤으나 팀의 주포로 활약한 브라질 국적의 두 외국인 선수 알렉스와 아우미르가 맹활약을 펼쳐 K리그 챌린지 원년 외국인 선수를 가장 잘 활용한 구단이라는 평을 받았다. 시즌 종료 후 대한민국 프로스포츠단 중 최초의 예비 사회적기업으로 인증받았다.
2014 시즌 중반 이영무 감독이 돌연 사퇴하였다. 이를 둘러싸고 프로축구연맹의 지속적인 종교적인 색채 제거 요구에 따라 종교인인 이영무 감독이 사퇴한 것이 아닌가 하는 의혹이 제기되기도 하였다. 하지만 2015년에 이영무 감독이 재신임되어 현장에 복귀했다.

### 고양의 '잃어버린 1년'
2016년 1월 18일 구단 공식 명칭을 스폰서 자이크로를 포함시킨 '고양 자이크로 FC'로 변경하였다. 이영무 감독이 구단 이사장으로 승진하며 이낙영 감독이 취임하였고, 34살에 감독직을 맡으며 36살에 감독직을 맡았던 노흥섭 감독의 K리그 최연소 감독 기록을 갱신하였다. 9월 19일 대구 FC전에서 패하면서 리그 24경기 무승을 기록, K리그 역대 최다 무승 기록을 경신하는 불명예를 얻었다. 같은 해 10월에는 고양 자이크로의 재무이사 등 일부 임직원이 유소년 육성을 위해 써야 하는 프로축구연맹의 보조금을 세탁하여 목적 외로 사용한 것으로 드러나 논란이 일었다.
2016년 10월 말 고양 구단은 2016 시즌을 끝으로 프로에서 탈퇴해 아마추어 팀으로 전환할 것임을 밝혔고, 2017년 1월 16일 한국프로축구연맹 이사회를 통해 K리그 챌린지 탈퇴가 확정되었다. 하지만 K3 리그 진입에 실패하여 사실상 해체됐다.

## 연고지와 구단 명칭 변경사
- 할렐루야 : (1999–2002)
- 익산 할렐루야 : (2003)
- 김포 할렐루야 : (2004–2006 / 경기도 김포시와 연고지 협약일 : 2003년 9월 18일)[39]
- 안산 할렐루야 : (2007–2011 / 경기도 안산시와 연고지 협약일 : 2006년 11월 24일)[40]
- 안산 H FC : (2012 / 구단명칭 변경일 : 2012년 3월 6일)[28]
- 고양 H FC : (2012 시즌은 안산 H FC로 잔여시즌 마침 / 경기도 고양시와 연고지 협약일 : 2012년 9월 4일)[41]
- 고양 Hi FC : (2013–2015 / 구단명칭 변경일 : 2012년 11월 13일)[42]
- 고양 자이크로 FC : (2016/ 구단명칭 변경일 : 2016년 1월 18일)

## 역대 감독
- 취임은 공식 취임식 일자이며 취임식이 없거나 미상인 경우 공식 선임 일자를 기재한다.

| 순번 | 이름   | 취임       | 사임       | 재임시즌  | 비고                                                       |
| ---- | ------ | ---------- | ---------- | --------- | ---------------------------------------------------------- |
| 1대  | 이영무 | 1999/04/03 | 2005/12/31 | 1999-2005 | 2005년 12월 7일 대한축구협회 기술위원장 선임으로 감독 사퇴 |
| 대행 | 나병수 | 2006/01/01 | 2006/12/31 | 2006      |                                                            |
| 2대  | 나병수 | 2007/01/01 | 2007/12/31 | 2007      |                                                            |
| 대행 | 인창수 | 2008/01/01 | 2009/01/?? | 2008      |                                                            |
| 3대  | 이영무 | 2009/01/?? | 2014/07/24 | 2009-2014 |                                                            |
| 대행 | 이성길 | 2014/07/27 | 2015/02/16 | 2014      |                                                            |
| 4대  | 이영무 | 2015/02/16 | 2016/02/25 | 2015      |                                                            |
| 5대  | 이낙영 | 2016/02/25 | 2016/12/31 | 2016      | 역대 K리그 최연소 감독                                     |

## 우승 기록

### 국내 대회

#### 리그
- 내셔널리그

● 준우승 (1): 2006

#### 컵
- 내셔널축구선수권대회

● 준우승 (1): 2008
- 대통령배 전국축구대회

● 우승 (1): 2006
● 준우승 (1): 2002

### 국제 대회

#### 친선 대회
- 퀸스컵

● 우승 (1): 2009

## 역대 성적
| 시즌 | 리그            | 팀수 | 순위   | FA컵     | 선수권      |
| ---- | --------------- | ---- | ------ | -------- | ----------- |
| 2003 | 내셔널리그 전기 | 10   | 3      | 2 라운드 | -           |
| 2003 | 내셔널리그 후기 | 10   | -      | 2 라운드 | -           |
| 2004 | 내셔널리그 전기 | 10   | 8      | 4강      | 그룹 라운드 |
| 2004 | 내셔널리그 후기 | 10   | 10     | 4강      | 그룹 라운드 |
| 2005 | 내셔널리그 전기 | 11   | 5      | 1 라운드 | 그룹 라운드 |
| 2005 | 내셔널리그 후기 | 11   | 4      | 1 라운드 | 그룹 라운드 |
| 2006 | 내셔널리그 전기 | 11   | 7      | 1 라운드 | 그룹 라운드 |
| 2006 | 내셔널리그 후기 | 11   | 1      | 1 라운드 | 그룹 라운드 |
| 2006 | 플레이오프      | 2    | 준우승 | 1 라운드 | 그룹 라운드 |
| 2007 | 내셔널리그 전기 | 12   | 9      | 1 라운드 | 그룹 라운드 |
| 2007 | 내셔널리그 후기 | 12   | 7      | 1 라운드 | 그룹 라운드 |
| 2008 | 내셔널리그 전기 | 14   | 10     | 16강     | 준우승      |
| 2008 | 내셔널리그 후기 | 14   | 3      | 16강     | 준우승      |
| 2009 | 내셔널리그 전기 | 14   | 6      | 32강     | 4강         |
| 2009 | 내셔널리그 후기 | 13   | 8      | 32강     | 4강         |
| 2010 | 내셔널리그 전기 | 14   | 13     | 32강     | 4강         |
| 2010 | 내셔널리그 후기 | 14   | 10     | 32강     | 4강         |
| 2011 | 내셔널리그      | 14   | 12     | 32강     | -           |
| 2012 | 내셔널리그      | 14   | 10     | 2 라운드 | 그룹 라운드 |
| 시즌 | 리그            | 팀수 | 순위   | FA컵     | ACL         |
| 2013 | K리그 챌린지    | 8    | 6      | 16강     | -           |
| 2014 | K리그 챌린지    | 10   | 8      | 2 라운드 | -           |
| 2015 | K리그 챌린지    | 11   | 8      | 32강     | -           |
| 2016 | K리그 챌린지    | 11   | 11     | 3라운드  | -           |

## 참고 문헌
- “스포츠지원포털 등록 현황”. 대한체육회.
- “KFA 통합경기정보 시스템”. 대한축구협회.

## 같이 보기
- 고양 자이크로 FC R
- 할렐루야 축구단
- 임마누엘 축구단
- 이랜드 푸마 축구단